# Distrito de Hincha
El distrito de Hincha (en francés arrondissement de Hinche; y en criollo haitiano: awondisman Ench) es una división administrativa haitiana, que está situada en el departamento de Centro.

## División territorial
Está formado por el reagrupamiento de cuatro comunas:
- Cerca-Carvajal
- Hincha
- Maïssade
- Thomonde